# Tornei di tennis maschili nel 1917
Prima della nascita della cosiddetta "Era Open" del tennis, ossia l'apertura ai tennisti professionisti degli eventi più importanti, tutti i tornei erano riservati ad atleti dilettanti. Nel 1917 tutti i tornei erano amatoriali, tra questi c'erano i tornei del Grande Slam. A causa della prima guerra mondiale la maggior parte dei tornei furono cancellati, gli altri si disputarono lontano dagli scenari bellici: tra questi c'era lo U.S. National Championships unico torneo dello Slam disputato durante la guerra.

## Calendario

### Gennaio
Nessun evento

### Febbraio
| Settimana   | Torneo                                           | Vincitore                                            | Finalista                       | Semifinalisti | Eliminati ai quarti |
| ----------- | ------------------------------------------------ | ---------------------------------------------------- | ------------------------------- | ------------- | ------------------- |
| 16 febbraio | US Indoors 1917 New York, USA Singolare - Doppio | Samuel Howard Voshell 7-5 6-3 6-3                    | Clifton Bradford Herd           |               |                     |
| 16 febbraio | US Indoors 1917 New York, USA Singolare - Doppio | Fred Alexander William Rosenbaum 6-4 6-4 2-6 7-9 6-4 | Alrick Hubbell Man Clifton Herd |               |                     |

### Marzo
Nessun evento

### Aprile
| Settimana | Torneo                                                           | Vincitore                                       | Finalista                 | Semifinalisti | Eliminati ai quarti |
| --------- | ---------------------------------------------------------------- | ----------------------------------------------- | ------------------------- | ------------- | ------------------- |
| 1º aprile | Longwood Bowl 1917 Boston, USA Parquet indoor Singolare - Doppio | Richard Norris Williams 9-7 6-3 6-2             | Nathaniel Niles           |               |                     |
| 1º aprile | Longwood Bowl 1917 Boston, USA Parquet indoor Singolare - Doppio | Richard Norris Williams George Wightman 6-3 6-2 | Otto Salm Nathaniel Niles |               |                     |

### Maggio
Nessun evento

### Giugno
| Settimana | Torneo                                                                       | Vincitore                                    | Finalista            | Semifinalisti | Eliminati ai quarti |
| --------- | ---------------------------------------------------------------------------- | -------------------------------------------- | -------------------- | ------------- | ------------------- |
| giugno    | Metropolitan Grass Court Championships 1917 New York, USA Singolare - Doppio | Walter M. Hall 7-5 6-2 6-3                   | Otto Salm            |               |                     |
| giugno    | Metropolitan Grass Court Championships 1917 New York, USA Singolare - Doppio |                                              |                      |               |                     |
| 11 giugno | Bronx County Championships 1917 New York, USA Singolare - Doppio             | Howard S. Voshell 6–3, 6–4, 6–3              | Henry Bassford       |               |                     |
| 11 giugno | Bronx County Championships 1917 New York, USA Singolare - Doppio             | Otto Salm Ingo Hartman 10-12 8-6 6-3 3-6 6-0 | Allen Behr Henderson |               |                     |
| 16 giugno | Pacific Coast Championships 1917 Oakland, USA Singolare                      | William Johnston 6–3, 0–6, 6–1, 4–6, 6–2     | John R. Strachan     |               |                     |

### Luglio
| Settimana | Torneo                                                                      | Vincitore                             | Finalista                                                                                            | Semifinalisti | Eliminati ai quarti |
| --------- | --------------------------------------------------------------------------- | ------------------------------------- | --- | ------------- | ------------------- |
| 15 luglio | U.S. Men's Clay Court Championships 1917 Cincinnati, USA Singolare - Doppio | Sam Hardy 3-6 6-1 1-6 6-3 6-3         | Chuck Garland                                                                                        |               |                     |
| 15 luglio | U.S. Men's Clay Court Championships 1917 Cincinnati, USA Singolare - Doppio | Charles Garland Sam Hardy 6-4 6-2 6-3 | Hopple Emerson                                                                                       |               |                     |
| 20 luglio | Yahnundasis Golf Club Invitation 1917 Utica, USA Singolare - Doppio         | Round Robin sospeso per pioggia       | Robert Lindley Murray Fred Alexander Chuck Garland George Myers Harold Throckmorton William Johnston |               |                     |
| 20 luglio | Yahnundasis Golf Club Invitation 1917 Utica, USA Singolare - Doppio         |                                       | |               |                     |

### Agosto
| Settimana | Torneo                                                                     | Vincitore                                         | Finalista                   | Semifinalisti | Eliminati ai quarti |
| --------- | -------------------------------------------------------------------------- | ------------------------------------------------- | --------------------------- | ------------- | ------------------- |
| 4 agosto  | Southern California Championships 1917 Los Angeles, USA Singolare - Doppio | Willie H. Mace                                    | Ward Dawson                 |               |                     |
| 4 agosto  | Southern California Championships 1917 Los Angeles, USA Singolare - Doppio |                                                   |                             |               |                     |
| 5 agosto  | Western Championships 1917 Chicago, USA Singolare - Doppio                 | Walter Hayes 6-3 6-0 6-1                          | Sam Hardy                   |               |                     |
| 5 agosto  | Western Championships 1917 Chicago, USA Singolare - Doppio                 | Sam Hardy Charles Garland 6-2 3-6 7-5 3-6 6-3     | Walter Hayes Ralph Burdick  |               |                     |
| 25 agosto | U.S. National Championships 1917 New York, USA Singolare - Doppio          | Robert Lindley Murray 5-7 8-6 6-3 6-3             | Nathaniel Niles             |               |                     |
| 25 agosto | U.S. National Championships 1917 New York, USA Singolare - Doppio          | Fred Alexander Harold Throckmorton 11-9, 6-4, 6-4 | Harry Johnson Irving Wright |               |                     |

### Settembre
| Settimana    | Torneo                                                                  | Vincitore                                            | Finalista                   | Semifinalisti | Eliminati ai quarti |
| ------------ | ----------------------------------------------------------------------- | ---------------------------------------------------- | --------------------------- | ------------- | ------------------- |
| 9 settembre  | Intermountain Championships 1917 Salt Lake City, USA Singolare - Doppio | George Badger 6-3 8-6 6-8 3-6 6-3                    | H.W. Robinson               |               |                     |
| 9 settembre  | Intermountain Championships 1917 Salt Lake City, USA Singolare - Doppio | H.W. Robinson Kennet Simmons 4-6 6-8 6-0 6-2 11-9    | O.J. Salisbury D.C. Roberts |               |                     |
| 16 settembre | Tri-State Championships 1917 Indianapolis, USA Singolare - Doppio       | Frederick Ellison Bastian 4-6 6-4 6-1 6-2            | John G. MacKay              |               |                     |
| 16 settembre | Tri-State Championships 1917 Indianapolis, USA Singolare - Doppio       | Albrecht Kipp John Hennessey 3-6, 0-6, 6-0, 6-2, 6-3 | Fritz Bastian Myron Kohn    |               |                     |

### Ottobre
| Settimana | Torneo                                                                    | Vincitore                                      | Finalista                    | Semifinalisti | Eliminati ai quarti |
| --------- | ------------------------------------------------------------------------- | ---------------------------------------------- | ---------------------------- | ------------- | ------------------- |
| 7 ottobre | Greenwich Field Club Championships 1917 Greenwich, USA Singolare - Doppio | Thomas S. Kingman 6-3, 2-6, 7-5                | Julian Myrick                |               |                     |
| 7 ottobre | Greenwich Field Club Championships 1917 Greenwich, USA Singolare - Doppio | Calvin Trueadale Clement Cleveland 6-4 7-5 6-4 | Marshall Bacon Julian Myrick |               |                     |

### Novembre
Nessun evento

### Dicembre
Nessun evento

## Senza data
| Settimana  | Torneo                                                                | Vincitore             | Finalista                 | Semifinalisti | Eliminati ai quarti |
| ---------- | --------------------------------------------------------------------- | --------------------- | ------------------------- | ------------- | ------------------- |
| Senza data | Torneo di La Jolla 1917 La Jolla, USA Singolare - Doppio              | Roy Bleifuss          | non conosciuta (bandiera) |               |                     |
| Senza data | Torneo di La Jolla 1917 La Jolla, USA Singolare - Doppio              |                       |                           |               |                     |
| Senza data | Spanish National Championships 1917 Bilbao, Spagna Singolare - Doppio | Manuel Comte de Gomar | non conosciuta (bandiera) |               |                     |
| Senza data | Spanish National Championships 1917 Bilbao, Spagna Singolare - Doppio |                       |                           |               |                     |